# 塩屋八幡宮
塩屋八幡宮（しおやはちまんぐう）は、熊本県八代市八幡町にある神社である。旧社格は村社。

## 由緒
1632年（寛永9年）、細川忠興（三斎）が八代城に隠棲するに伴い、崇敬する宇佐神宮を勧請し八幡浜（現・若宮神社の地）に創建した。
1655年（明暦元年）、松井興長が現在の地に社を移し、八代城下西域の守護神とした。九州三大祭りの一つである八代神社の妙見祭において、神幸行列の御旅所となっている。

## 祭神
- 応神天皇
- 神功皇后
- 仁徳天皇
- 武内宿禰

## 例祭日
- 11月25日

## 境内社
- 金刀比羅宮

祭神 - 大物主命、崇徳天皇
- 稲荷神社

祭神 - 倉稲魂神、猿田彦命、大宮女命